# Matłak
Matłak – wieś w Polsce położona w województwie podlaskim, w powiecie suwalskim, w gminie Bakałarzewo.
| SIMC    | Nazwa    | Rodzaj    |
| ------- | -------- | --------- |
| 1012873 | Bochenek | część wsi |
| 1012896 | Dąbrówki | część wsi |

W latach 1975–1998 miejscowość administracyjnie należała do województwa suwalskiego.
Od zachodu wieś graniczy z Jeziorem Garbas.
Podczas II wojny światowej uległy zniszczeniu wszystkie zabudowania. Na ponad 20 gospodarstw znajdujących się tu przed 1 września 1939 roku, nie ocalało ani jedno.

## Historia
Z Matłaku pochodzą najstarsze znane ślady egzystencji człowieka na suwalszczyźnie. Odnalezione tutaj ślady osadnictwa z około 7 tys. lat p.n.e.
Miejscowa legenda mówi, że przed wiekami ktoś założył karczmę, przy której powstała wieś.
Matłak stanowił własność Chlewińskich, a następnie Stefana Horaczki.
Około 1885 roku miejscowość leżała w gminie Wólka, w parafii Bakałarzewo.
Na początku XX wieku funkcjonowała tu carska strażnica graniczna.
Do wybuchu II wojny światowej wieś uważana była za zamożną, co wynikało z bliskości granicy i co się z tym wiąże, przemytu.
W okresie międzywojennym stacjonowała tu placówka Straży Celnej „Matlak”.
Wojska radzieckie przybyły do Matłaku 17 września 1939 roku. Sowieci uszczelnili granicę z Prusami. Podczas II wojny światowej zniszczeniu uległy wszystkie zabudowania.
Przełom XX i XXI wieku to czas dynamicznego rozwoju Matłaku. Miejscowość zmienia swój charakter z rolniczą na wypoczynkową.